# Розі Ловаш
Ро́зі Ло́вас (угор. Lovas Rozi, нар. 14 липня 1986, Будапешт, Угорщина) — угорська кіно- та театральна акторка.

## Із життєпису
У 2008 році вступила до Капошварського університету на акторський відділ, котрий закінчила 2012 року. Навчалася на курсі Яноша Могачі. У 2012—13 роках виступала в трупі Національного театру в Мішкольці, після чого перейшла до Угорського театру в Пешті. У 2015 році почала співпрацю з театром Талія, з 2016 року — в театрі Міклоша Раднота.

## Кар'єра
Із ролей у фільмах:
- Єва — Зроблено в Угорщині[hu], 2009;
- Еріка Сабо — Наше маленьке село[hu], 2017;
- Тіна — Це зараз[hu], 2019[4].

## Відзнаки
- Найкраща акторка другорядних ролей — 2010 рік.
- Найкраща жіноча роль у віці до 30 років — 2013 та 2014 роки.
- Найкраща героїня, найперспективніший дебютант в номінаціях «Гільдії театральних критиків» та «Театр і кіно» — 2014 рік[3].